# Scenarium
Een scenarium is een draaiboek speciaal gericht op de wensen die iemand voor zijn eigen uitvaart heeft bedacht. 
In dit draaiboek kan iemand dus aangeven hoe hij zijn eigen uitvaart uitgevoerd wil zien. Het gaat veel verder dan enkel de keuze tussen crematie of begrafenis, maar ook de keuze voor vriesdrogen of het lichaam ter beschikking van de wetenschap stellen kan hier kenbaar gemaakt worden. Er kan ook in staan in wat voor doodskist men graag wil liggen en wat voor muziek er moet worden gedraaid en zelfs welke mensen er wel of niet uitgenodigd mogen worden en wie wel of niet een toespraak mag houden. Men kan ook zijn eigen toespraak hier schrijven en door een ander laten voorlezen, of zijn eigen toespraak opnemen en te zijner tijd laten afspelen. Kortom men kan het zo gek niet bedenken of het is hier kenbaar te maken, mits natuurlijk het wettelijk toegestaan is.
Een scenarium is bedoeld om nabestaanden te ontlasten. Ze weten immers als ze volgens dit draaiboek werken dat ze de uitvaart volgens iemands eigen wensen uitvoeren.